# Oceano Carleial
Oceano Carleial (Barbalha, 7 de março de 1914 – Barbalha, 2 de novembro de 1990) foi um médico, Jornalista  e político brasileiro.

## Dados biográficos
Filho de José Bernardino Carvalho Leite e de Antônia Alves Carvalho Leite, irmão do escritor Hermes Carleial.
Foi eleito deputado estadual por Alagoas em 1946, na legenda da União Democrática Nacional (UDN) e reeleito em 1950. Nas eleições seguintes foi eleito deputado federal por Alagoas em 1954, 1962, 1966 e 1970.
Foi médico da Santa Casa de Misericórdia de Alagoas, professor da Escola Normal de Penedo, fundou e exerceu o cargos de diretor e redator chefe do Jornal de Penedo, AL.
Membro da Sociedade Médica de Alagoas, da Associação Brasileira de Imprensa e Vice-Presidente da Federação Nacional dos Trabalhadores no Comércio Armazenador (FNTCA).
Em sua homenagem foi dado o nome ao Centro de Atenção Psicossocial de Penedo, CAPS Dr. Oceano Carleial.
Faleceu em Barbalha(CE), sua terra natal, no dia 2 de novembro de 1990.